# Bahnhof Lausanne-Flon

Der Bahnhof Lausanne-Flon (französisch gare de Lausanne-Flon) ist ein unterirdischer Kopfbahnhof der Chemin de fer Lausanne-Echallens-Bercher (LEB) im Stadtzentrum der waadtländischen Hauptstadt Lausanne, bei der Place de Flon gelegen. Zudem ist er Ausgangspunkt der Linie m1 der Métro Lausanne zum Bahnhof Renens sowie Zwischenhaltestelle der m2, der einzigen U-Bahn-Linie der Schweiz.

## Geschichte

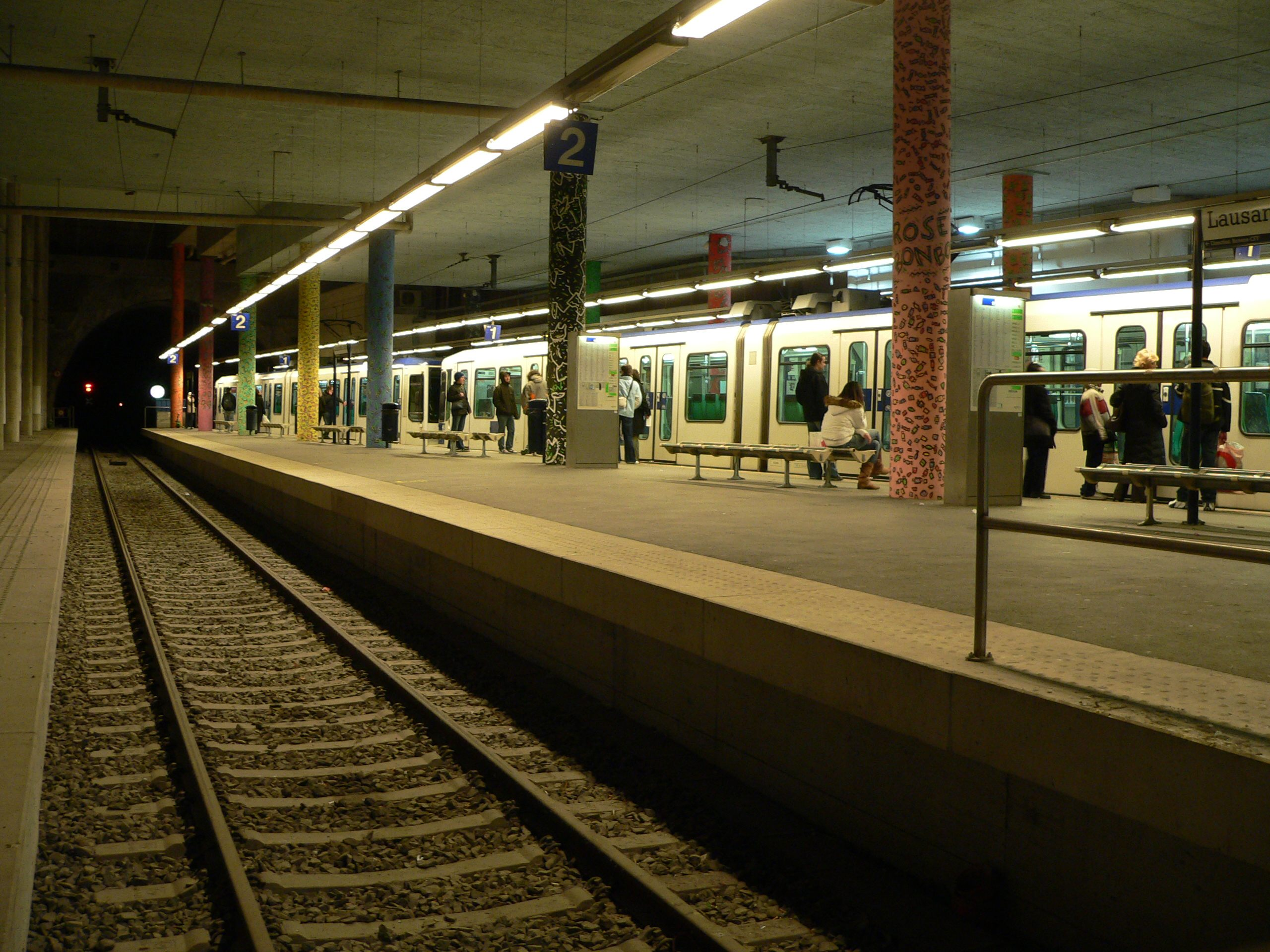
Bahnsteige der Linie m1

Die Compagnie du Lausanne–Ouchy begann im Jahr 1874 mit den Bauarbeiten für eine Linie, um die Gemeinde Ouchy mit dem Stadtzentrum von Lausanne zu verbinden. Am 16. März 1877 erfolgte die Eröffnung der Strecke Ouchy – Lausanne-Flon; zwei Jahre später, im Jahr 1879, das Teilstück Lausanne-Gare – Lausanne Flon. Am 18. Mai 1953 wurde die Linie Lausanne-Flon – Lausanne-Sébeillon, für den Güterverkehr, in Betrieb genommen. Da mit dem Wachstum der Stadt Lausanne die Industrie aus dem Quartier Flon wegzog, wurde der Betrieb auf der Linie am 27. Dezember 1979 eingestellt und der Bahnhof Flon diente ausschliesslich nur noch als Endstation der Linie Lausanne–Ouchy.
1991 wurde die damalige Tramway Sud-Ouest Lausannois nach Renens eröffnet, die Lausanne mit dem Hochschulquartier der EPFL und der UNIL verbindet. Sie wird heute als Linie m1 der Métro Lausanne betrieben. Am 28. Mai 2000 wurde die Verlängerung der LEB von der Place Chauderon unterirdisch bis nach Le Flon eröffnet – dieses Vorhaben war schon zu Zeiten der LEB-Planung vorhanden, jedoch begnügte man sich über hundert Jahre lang mit einem Provisorium. Der neue Bahnhof befindet sich ca. 1'200 Meter vom alten Bahnhof Chauderon entfernt und die Baukosten beliefen sich auf 115 Millionen Schweizer Franken.
Die Zahnradbahn Lausanne–Ouchy (LO) verband ursprünglich Flon mit dem Bahnhof Lausanne und dem Stadtteil Ouchy am Genfersee, sie wurde 2006 stillgelegt und durch die Metro ersetzt. Zwischen Flon und Gare CFF betrieb die LO neben dem Ouchy-Gleis parallel ein zweites Gleis, auf dem ein Pendelverkehr stattfand. 2008 wurde die Linie m2 der Métro Lausanne eröffnet. Sie ist die einzige U-Bahn der Schweiz und eine Erweiterung der LO nach Epalinges.

## Verkehr

### Eisenbahn
- Lausanne-Flon – Echallens – Bercher

### Métro Lausanne
- m1: Lausanne-Flon – EPFL – Renens CFF
- m2: Epalinges-Croisettes – Sallaz – Flon – Gare CFF – Ouchy